# Robert Ulrich

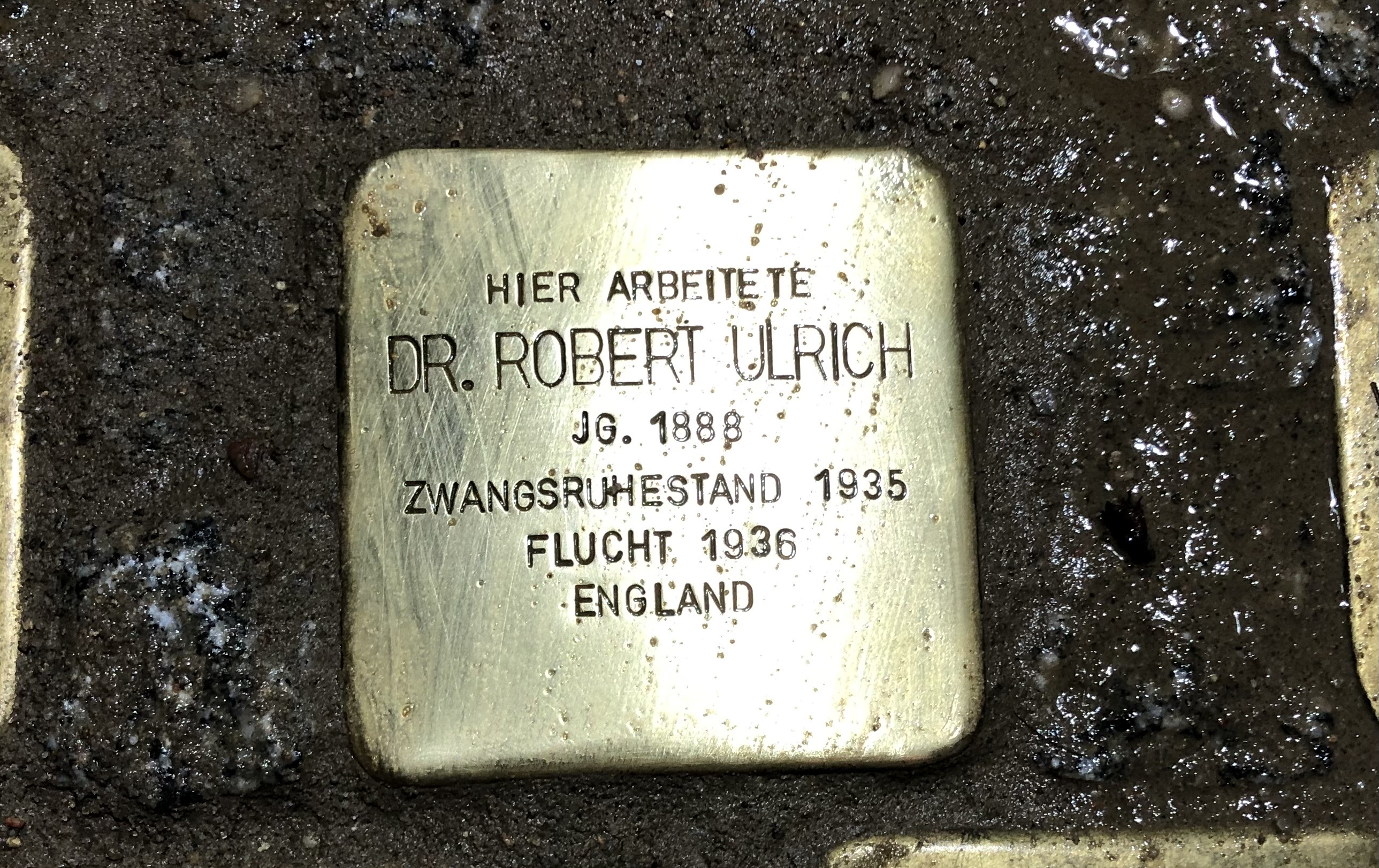
Stolperstein am Haus Wilhelmstraße 92 (ehemaliger Dienstsitz des Auswärtigen Amts) in Berlin-Mitte

Robert Ulrich (* 10. November 1888 in Regensburg; † 28. Januar 1952 in München) war ein deutscher Diplomat.

## Werdegang
Ulrich studierte Rechts- und Staatswissenschaften in München, Genf und Berlin. Seit dem Studium war er Mitglied der Studentenverbindung Akademischer Gesangverein München im SV. Nach der Promotion trat er in den Dienst des Auswärtigen Amtes. Er war in Rom und Bern eingesetzt und wurde 1931 Vortragender Legationsrat in der Wirtschaftsabteilung des Auswärtigen Amtes und 1933 deren stellvertretender Leiter. Aufgrund seiner jüdischen Abstammung wurde er 1935 entlassen und emigrierte nach Großbritannien. 1950 kehrte er nach Deutschland zurück und wurde Leiter des Generalsekretariats für den Schuman-Plan. Ab 1951 war er Botschafter der Bundesrepublik in Jugoslawien.

## Ehrungen
- 1952: Großes Verdienstkreuz mit Stern der Bundesrepublik Deutschland.

Am 7. November 2021 wurde auf Initiative einer Gruppe von Beschäftigten des Auswärtigen Amts vor dem ehemaligen deutschen Außenministerium, Berlin-Mitte, Wilhelmstraße 92, ein Stolperstein für ihn und 55 weitere NS-Verfolgte verlegt.